# S.M.O.T.I.G.
Le S.M.O.T.I.G. - ou « Service de la Main-d'Œuvre des Travaux Publics d'Intérêt Général » - était un système de travail obligatoire institué en 1926 (décret du 3 juin 1926) à Madagascar par le gouverneur général Olivier. Ce régime a été supprimé en 1945.

## Présentation
Le S.M.O.T.I.G. est né de la volonté du gouverneur général Olivier, nommé en 1924 à la suite du départ de son prédécesseur, le gouverneur général Garbit, de développer l'économie du pays en s'appuyant sur une force de main-d'œuvre jeune recrutée au travers d'un régime de travail obligatoire.
Ce système a été l'objet de nombreuses critiques. Cependant, selon François de Medeiros, il a permis la mise en place d'une main-d'œuvre encadrée et nourrie de façon satisfaisante, et soustrait au contrôle direct des Travaux Publics, qui avaient tendance alors à faire passer l'avancement des travaux avant la santé des travailleurs.
Ainsi, succédant à une période de gabegie, le système permit d'effectuer de grands travaux dans des conditions très difficiles, tels que le chemin de fer Fianarantsoa - Côte Est, tout en évitant la dramatique mortalité précédemment rencontrée sur d'autres chantiers. Un avantage complémentaire du S.M.O.T.I.G. a été la réduction du travail forcé clandestin, qui existait auparavant bien que n'ayant pas d'existence officielle.